# 卡齐米日·马尔钦凯维奇
卡齐米日·马尔钦凯维奇（波蘭語：Kazimierz Marcinkiewicz，1959年12月20日—）出生于大波兰地区戈茹夫。波兰政治家，教师，波兰政府总理（2005年10月31日—2006年7月14日），第三，四，五届国会议员，1992至1993年担任汉娜·苏霍茨卡政府（Rząd Hanny Suchockiej）国民教育部副部长。2007年3月1日至2008年5月18日在伦敦任职于欧洲复兴开发银行。

## 对外
2005年11月24日，马尔钦凯维奇与英国首相布莱尔会谈，被问及未来欧盟融资问题时，表示：“所有国家在预算方面感兴趣，但是欧盟新成员国尤其感兴趣，因为要得到每一欧元是全心全意的发展与经济的增长，而且我今天也讲了关于克服任何自私自利的能力是团结”。”。

## 评价
雅罗斯瓦夫·卡钦斯基：“卡齐米日·马尔钦凯维奇准备好来处理经济问题，这就是我们和公民纲领党之间的争论之源”。